# Садак (река)
Садак — река в России, левый приток Дёмы. Протекает по территории Матвеевского и Пономарёвского района Оренбургской области. Длина реки составляет 74 км. Площадь водосбора — 1250 км².
Исток реки находится в районе села Матвеевка Матвеевского района. Впадает в р. Дёма с левого берега на 407 км от устья, в районе деревни Дмитриевка Пономарёвского района. В среднем течении река протекает вдоль автомобильной трассы Казань — Оренбург.
Река имеет 10 притоков длиной менее 10 км, общей протяжённостью 43 км. В водосбор реки Садак входят 6 озёр общей площадью зеркала 0,29 км².
Минимальный среднемесячный расход воды летне-осенней межени 95 % обеспеченности составляет 0,79 м³/с.
По данным государственного водного реестра России относится к Камскому бассейновому округу, водохозяйственный участок реки — Дема от истока до в/п д. Бочка. Код ВХУ — 10.01.02.013.

## Гидроним

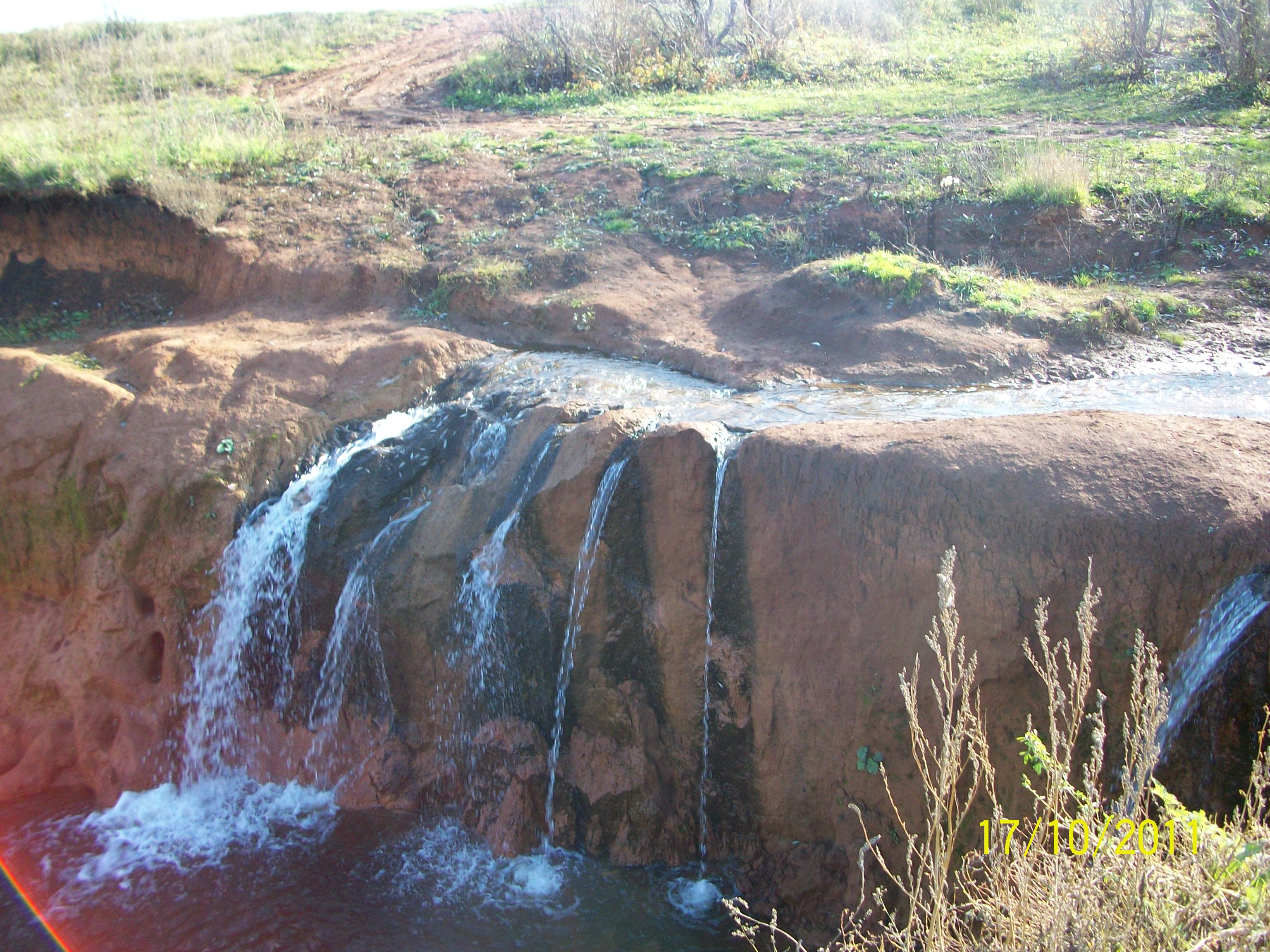
Разрушенное водосбросное сооружение пруда на реке Садак в районе с. Матвеевка

Топоним Садак, возможно, является добашкирским наследием: сравните монгольское саадаг — «колчан» (слово заимствовано тюркскими языками: в башкирском хадак — колчан, в казахском садак — «лук» и т. д.)